# Índia, a Filha do Sol
Índia, a Filha do Sol é um filme brasileiro de 1982, do gênero drama e primeiro filme dirigido por Fábio Barreto, baseado em um conto de Bernardo Élis.
O roteiro é de Fábio Barreto, Marco Altberg, Bubi Leite Garcia e Eduardo Coutinho. A música do filme é de Caetano Veloso, a fotografia de Pedro Farkas, a direção de arte e os figurinos de Clóvis Bueno.

## Sinopse
É uma história moderna sobre o envolvimento de um branco e uma índia e das imensas diferenças culturais entre ambos e a violência do garimpo onde vivem.
O filme começa com um soldado uniformizado solitário, caladão e fortemente armado, chegando de barco a uma região do interior do Brasil. No mesmo barco estão uma jovem índia e seu pai. O soldado fica em uma pousada enquanto os índios ficam por perto. Ele resolve pedir ao dono do bar que embebede o pai da índia, para dormir com ela.
No dia seguinte, ao seguir viagem pela floresta, o soldado percebe que a índia veio atrás dele com seus poucos pertences e uma cabrita de estimação. Sem se falarem, ele permite que a índia o acompanhe no seu caminho. Ao chegar ao seu destino, um garimpo de diamantes no meio da mata, o soldado se mostra a vontade em meio aos homens rudes e as prostitutas do lugar. Ele logo é contratado por um dos chefões do garimpo. Já a índia é totalmente deixada de lado por todos, mas ela só deseja ficar com seu amado e continuará com ele até o fim.
No filme “Índia: filha do sol” o encontro entre um não índio, no caso um general, e uma índia, filha do sol, se dá em uma região de garimpo e de exuberante beleza natural. O tal general encantado com a beleza da índia, a seduz. Os dois convivem por um período nessa natureza intocada, com suas belezas e mistérios.  As diferenças entre os dois presentes no início, se acentuam no meio para o final da trama. A Índia o alimenta, cuida de seus ferimentos e o ama ao longo de toda a trama. Ele, por outro lado, mostra um desejo inicial, porém não a respeita e mostra a sua indiferença. Mata e come primeiramente o seu lado selvagem, um inofensivo animal. Nesse momento, o general não só mostra os dentes como também revela o seu lado cruel de um carnívoro doente. Ela o perdoa por tal crueldade, ele tem uma segunda chance. Mas novamente ele mostra sua incapacidade de amar verdadeiramente humilhando a Filha do Sol na pior forma de maldade, o abuso sexual.  Novamente ela o perdoa e o acompanha no caminho de volta para casa. Ele, o general, cada vez mais se distanciava de um homem racional e se aproximava de um homem besta enquanto ela, a Filha do Sol, se preservava na sua luz própria. Ele já não mais podia com a luz da Filha do Sol e a apaga com uma arma. Ele anda nas trevas e ela continua a iluminar os corações dos justos, dos bons e dos amantes.

## Elenco
- Glória Pires ... Put'Koi
- Nuno Leal Maia ... Silvério
- Sebastião Vasconcelos ... Inspetor
- Ruy Polanah ... Man Pok
- Pedro Paulo Rangel ... Maneco
- Álvaro Freire ... voz

## Lançamento
Foi selecionado para a Quinzena dos Realizadores, exibido no Festival de Cannes de 1982.
Distribuído pela Embrafilme, estreou no Rio de Janeiro em 9 de agosto e em São Paulo em 20 de agosto de 1982. Na Hungria, levou o título A Nap lánya, e estreou nos cinemas em 4 de julho de 1985. Nos Estados Unidos,  foi apresentado em Los Angeles em novembro de 1990.

## Recepção
Índia, a Filha do Sol recebu menção honrosa e o Prêmio Especial da Juventude Comunista no Festival de Cinema de Havana, em Cuba no ano de 1982.